# The Sting-Rays
The Sting-Rays, ou Stingrays, est un groupe de psychobilly et garage rock britannique, originaire de Londres,,,,,,,. À ses débuts, le groupe fait partie de la scène psychobilly et joue notamment avec les Cramps et The Cannibals. Son style évolue vers un son plus psychédélique présent sur leur second album Cryptic and Coffee Time.    

## Membres
- Alex Croce - chant
- Mark Hosking - guitare
- Alec Palao - batterie, chant, orgue, guitare
- Jon Bridgwood - basse, guitare

## Discographie

### Albums studio
- 1984 : Dinosaurs (Ace/Big Beat WIKM)
- 1987 : Cryptic and Coffee Time (Kaleidoscope)

### Album live
- 1985 : Live Retaliation (Media Burn Records)
- 2010 : Live at the Klub Foot (Cherry Red)

### Compilation
- 2002 : From the Kitchen Sink (Big Beat)

### Singles et EP
- 1983 : On Self Destruct (Big Beat)
- 1983 : The Crusher (Big Beat) (en tant que Bananamen)
- 1984 : Escalator (Big Beat)
- 1985 : Don't Break Down (Big Beat)
- 1986 : June Rhyme (ABC)
- 1987 : Behind the Beyond (Kaleidoscope)